# Comuna Mîleatîn, Ivanîci
Mîleatîn (în ucraineană Милятин) este o comună în raionul Ivanîci, regiunea Volînia, Ucraina, formată din satele Hrușiv și Mîleatîn (reședința).

## Demografie
Componența lingvistică a satului Mîleatîn
     Ucraineană (99,42%)
     Alte limbi (0,58%)
Conform recensământului din 2001, majoritatea populației satului Mîleatîn era vorbitoare de ucraineană (99,42%), existând în minoritate și vorbitori de alte limbi.